# Myrmecophilus mjobergi
Myrmecophilus mjobergi är en insektsart som beskrevs av Lucien Chopard 1925. Myrmecophilus mjobergi ingår i släktet Myrmecophilus och familjen Myrmecophilidae. Inga underarter finns listade i Catalogue of Life.